# 石巻山城町教会
石巻山城町教会（いしのまきやましろちょうきょうかい）は宮城県石巻市にある日本基督教団の教会である。
新潟市在中にスコットランド一致長老教会宣教師T・A・パームと押川方義によってキリスト教に入信した石巻出身の吉田亀太郎は、押川と一緒に東北伝道を始めた。最初に、1880年に仙台教会（現・日本基督教団仙台東一番丁教会）を設立する。次に、吉田の両親を集会所として、石巻基督教会を設立する。J・H・バラの勧めで、アメリカ・ドイツ改革派教会の協力により、1885年4月に陸前古川教会、10月に岩沢教会、11月7日に石巻一致教会を設立した。1890年に日本基督教会に所属し、石巻基督教会になる。1899年に教会堂を建設する。
1887年、教会員の丹野佐七郎が退会し、D・F・ジョーンズと共に石巻クリスチャン教会（現・日本基督教団石巻栄光教会）を設立する。
石巻の衰退と大凶作、大不漁の影響で教勢が減退して、1908年から伝道教会になる。1924年に伝道教会を脱し、新会堂を建設する。1925年に牧師館を建設する。1928年、斉藤一が牧師として就任する。斉藤牧師は組合教会と合同で神の国運動、貧困者招待クリスマス、朝鮮人慰安会などを行う。1934年には独立自給教会になる。1938年に分裂する。1941年には日本基督教団に所属、日本基督教団山城町教会になる。